# Fredrik André Bjørkan
Fredrik André Bjørkan (* 21. August 1998 in Bodø) ist ein norwegischer Fußballspieler. Er steht seit Januar 2023 beim FK Bodø/Glimt unter Vertrag und ist norwegischer Nationalspieler.

## Karriere als Fußballer

### Verein
Fredrik Bjørkan, dessen Vater Aasmund ebenfalls Fußballspieler war, wurde im nordnorwegischen Bodø geboren und spielte seit seiner Jugend für den FK Bodø/Glimt. Er debütierte am 17. April 2016 im Alter von 17 Jahren in der Tippeliga, der ersten norwegischen Liga, als er beim 1:2 im Heimspiel gegen Molde FK zum Einsatz kam. In der Saison (2016) kam er unregelmäßig zum Einsatz und stieg mit dem FK Bodø/Glimt aus der höchsten norwegischen Spielklasse ab, mit seinem Vater Aasmund als Trainer des Vereins; den Posten des Chefcoaches hatte er bis Ende 2017 inne. Auch in der OBOS-Liga, der zweiten norwegischen Liga, spielte Bjørkan nicht regelmäßig, als sein Klub die Rückkehr in die Erstklassigkeit schaffte.
In der ersten Liga, mittlerweile Eliteserien genannt, erkämpfte er sich einen Stammplatz und kam in der Saison 2018 zu 13 Einsätzen, weitere Einsätze blieben ihm auch wegen einer Knöchelverletzung verwehrt. Eine Saison später gelang Fredrik Bjørkan der endgültige Durchbruch, als er in 29 Partien zum Einsatz kam und lediglich in einem Spiel wegen einer Gelb-Rot-Sperre gefehlt hatte. Dabei gelangen ihm 3 Tore, womit er zur überraschenden Vizemeisterschaft des FK Bodø/Glimt beitrug. Dadurch nahm der Verein an der dritten Qualifikationsrunde zur UEFA Europa League teil, wo die Nordnorweger gegen den AC Mailand ausschieden. In derselben Saison (2020) übertraf der FK Bodø/Glimt die Vorsaison und wurde norwegischer Meister. Dabei war Fredrik Bjørkan eine feste Größe und trug mit 5 Scorerpunkten zum Titelgewinn bei. In der Folgesaison blieb der Spieler weiterhin erste Wahl und kam als Linksverteidiger zu 28 Einsätzen und zwei Toren, zum Saisonende konnte die Titelverteidigung gefeiert werden.
Mit Jahreswechsel 2021/22 wechselte er nach Deutschland in die Bundesliga zu Hertha BSC; dort erhielt er einen bis 2025 laufenden Vertrag.
Ende August 2022 wechselte er leihweise in die Eredivisie zu Feyenoord Rotterdam.
Im Januar 2023 wurde die Leihe nach Rotterdam und der Vertrag bei Hertha BSC beendet und Bjørkan kehrte nach Bodø zurück.

### Nationalmannschaft
Im Jahr 2016 lief Fredrik Bjørkan in acht Spielen für die norwegische U18-Nationalmannschaft auf. Später war er Teil der norwegischen U21-Auswahl; sein Debüt gab er am 22. März 2019 bei einer 3:8-Niederlage in einem Testspiel im spanischen Marbella gegen Finnland. Für diese Altersklasse kam er bis Oktober 2020 zu insgesamt zwölf Einsätzen. Am 6. Juni 2021 lief er beim 1:2 im spanischen Málaga gegen Griechenland erstmals für die A-Nationalmannschaft der Norweger auf.

## Erfolge
FK Bodø/Glimt
- Norwegischer Meister: 2020, 2023, 2024